# Ange (Fluss)
Die Ange ist ein Fluss in Frankreich, der im Département Ain in der Region Auvergne-Rhône-Alpes verläuft. Sie entspringt beim Ort Petit Vallon im Gemeindegebiet von Apremont, entwässert zunächst Richtung Nord und Nordost, erreicht das Stadtgebiet von Oyonnax und schwenkt dort in südwestliche Richtung. Ab hier wird sie von mehreren Verkehrsbändern (Eisenbahn, Autobahn A404, Départementsstraßen) begleitet, durchquert eine Industriezone und mündet nach insgesamt rund 21 Kilometern am südlichen Ortsrand von Brion als rechter Nebenfluss in den Oignin.

## Orte am Fluss
(Reihenfolge in Fließrichtung)
- Petit Vallon, Gemeinde Apremont
- Oyonnax
- Bellignat
- Martignat
- Montréal-la-Cluse
- Brion